# James Vincenzo Capone
Richard James Hart, nascido James Vincenzo Capone (Angri, 28 de março de 1892 — Homer, 1 de outubro de 1952) foi o irmão mais velho de Al Capone, o mais famoso gângster dos anos 1920 e 30 da cidade estadunidense de Chicago. Ao contrário de seu irmão, James foi um policial e não um transgressor das leis. Passou a se chamar James Vincenzo Capone ao ingressar nos Estados Unidos. Deixou a família em 1908 para juntar-se a um circo que atuava na região meio-oeste do país. Cumpriu serviço militar e, durante a Primeira Guerra Mundial, alcançou a patente de tenente do Exército dos Estados Unidos. 
Aparentemente alterou seu nome para Richard Joseph Hart logo após sua baixa. Fez carreira como advogado, serviu ao Federal Bureau of Indian Affairs e posteriormente se tornou oficial em Homer, Nebraska.